# Нижний Пшап
Нижний Пшап (груз. ქვემო ფშაფი [Квемо Пшапи]) — село в Абхазии, в Гулрыпшском районе частично признанной Республики Абхазия, согласно административному делению Грузии — в Гульрипшском муниципалитете Абхазской Автономной Республики.

## Население
В 1959 году в селе Земо Пшап (Верхний Пшап) жило 2013 человек, в основном грузины. В 1989 году в селе жило 3396 человек, в основном грузины и армяне.